# 白衣忏悔者小堂
白衣忏悔者小堂（Chapelle des Pénitents blancs，église Notre-Dame-la-Principale）是一个天主教建筑，罗马式风格，位于法国阿维尼翁place Principale广场。
该建筑建于13世纪，16-17世纪由让-巴蒂斯特·秘鲁改建。法国大革命期间关闭。白衣忏悔者成立于1527年。

## 历史

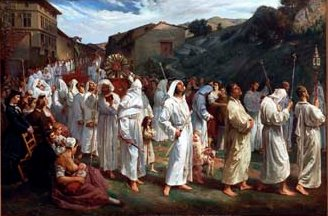
悔罪游行

自1960年以来，该堂为阿维尼翁节表演场地。大厅有164个座位。